# Primera División de Chile 1984
Primera División de Chile 1984 var den chilenska högstaligan i fotboll för herrar för säsongen 1984, som slutade med att Universidad Católica vann för femte gången.

## Kvalificering för internationella turneringar
Ingen direkt kvalificering denna säsong. De som skulle ha kvalificerats fick spela kvalspel mot lag som skulle ha kvalificerat sig 1985.

## Norra serien
| Plac. | Lag                  | S  | V  | O  | F  | GM | IM | MSK | Poäng |
| ----- | -------------------- | -- | -- | -- | -- | -- | -- | --- | ----- |
| 1     | Cobreloa             | 26 | 18 | 5  | 3  | 47 | 14 | 33  | 41    |
| 2     | Cobresal             | 26 | 16 | 6  | 4  | 44 | 20 | 24  | 38    |
| 3     | Colo-Colo            | 26 | 14 | 8  | 4  | 52 | 21 | 31  | 36    |
| 4     | San Marcos de Arica  | 26 | 11 | 8  | 7  | 36 | 33 | 3   | 30    |
| 5     | Magallanes           | 26 | 10 | 9  | 7  | 43 | 30 | 13  | 29    |
| 6     | Deportes Iquique     | 26 | 7  | 12 | 7  | 23 | 28 | -5  | 26    |
| 7     | Palestino            | 26 | 10 | 5  | 11 | 44 | 37 | 7   | 25    |
| 8     | Unión San Felipe     | 26 | 7  | 10 | 9  | 23 | 29 | -6  | 24    |
| 9     | San Luis             | 26 | 9  | 6  | 11 | 28 | 49 | -21 | 24    |
| 10    | Santiago Wanderers   | 26 | 6  | 10 | 10 | 21 | 29 | -8  | 22    |
| 11    | Deportes Antofagasta | 26 | 6  | 5  | 15 | 24 | 47 | -23 | 17    |
| 12    | Deportes La Serena   | 26 | 2  | 9  | 15 | 26 | 48 | -22 | 13    |
| 13    | Regional Atacama     | 26 | 3  | 7  | 16 | 26 | 55 | -29 | 13    |

|  | Kvalificerade till finalserien.    |
|  | Nedflyttade till Segunda División. |

## Södra serien
| Plac. | Lag                  | S  | V  | O | F  | GM | IM | MSK | Poäng |
| ----- | -------------------- | -- | -- | - | -- | -- | -- | --- | ----- |
| 1     | Universidad Católica | 26 | 15 | 7 | 4  | 46 | 18 | 28  | 37    |
| 2     | Unión Española       | 26 | 13 | 9 | 4  | 34 | 16 | 18  | 35    |
| 3     | Naval                | 26 | 12 | 7 | 7  | 32 | 18 | 14  | 31    |
| 4     | O'Higgins            | 26 | 11 | 7 | 8  | 32 | 30 | 2   | 29    |
| 5     | Universidad de Chile | 26 | 10 | 8 | 8  | 29 | 23 | 6   | 28    |
| 6     | Rangers              | 26 | 8  | 9 | 9  | 34 | 35 | -1  | 25    |
| 7     | Huachipato           | 26 | 10 | 5 | 11 | 34 | 36 | -2  | 25    |
| 8     | Everton              | 26 | 8  | 9 | 9  | 22 | 28 | -6  | 25    |
| 9     | Trasandino           | 26 | 9  | 6 | 11 | 38 | 37 | 1   | 24    |
| 10    | Audax Italiano       | 26 | 8  | 8 | 10 | 37 | 40 | -3  | 24    |
| 11    | Deportes Antofagasta | 26 | 8  | 6 | 12 | 25 | 36 | -11 | 22    |
| 12    | Deportes La Serena   | 26 | 6  | 7 | 13 | 18 | 37 | -19 | 19    |
| 13    | Regional Atacama     | 26 | 4  | 6 | 16 | 17 | 41 | -24 | 14    |

|  | Kvalificerade till finalserien.    |
|  | Till omspel.                       |
|  | Nedflyttade till Segunda División. |

## Finalspel
Lagen på de två främsta platserna i varje grupp spelade en playoff-serie bestående av tre omgångar för att bestämma vilket lag som skulle vinna Primera División 1984. Mästerskapet kvalificerade inte lag till Copa Libertadores 1985, då de redan blivit kvalificerade genom 1983 års säsong. Istället fick de två främsta lagen spela en avgörande kvalmatch mot lag som kvalificerar sig genom Primera División 1985 för att kvalificera sig till Copa Libertadores 1986.
| Plac. | Lag                  | S | V | O | F | GM | IM | MSK | Poäng |
| ----- | -------------------- | - | - | - | - | -- | -- | --- | ----- |
| 1     | Universidad Católica | 3 | 2 | 1 | 0 | 4  | 0  | 4   | 5     |
| 2     | Cobresal             | 3 | 0 | 3 | 0 | 1  | 1  | 0   | 3     |
| 3     | Unión Española       | 3 | 1 | 1 | 1 | 1  | 2  | -1  | 3     |
| 4     | Cobreloa             | 3 | 0 | 1 | 2 | 1  | 4  | -3  | 1     |

|  | Mästare och kvalificerade till kvalspel till Copa Libertadores 1986. |
|  | Kvalificerade till Copa Libertadores 1986.                           |

| Primera División Vinnare av Primera División 1984 |
| ------------------------------------------------- |
| Chile                                             |
| Universidad Católica 5:e titeln                   |